# José Joaquim Teixeira Lopes

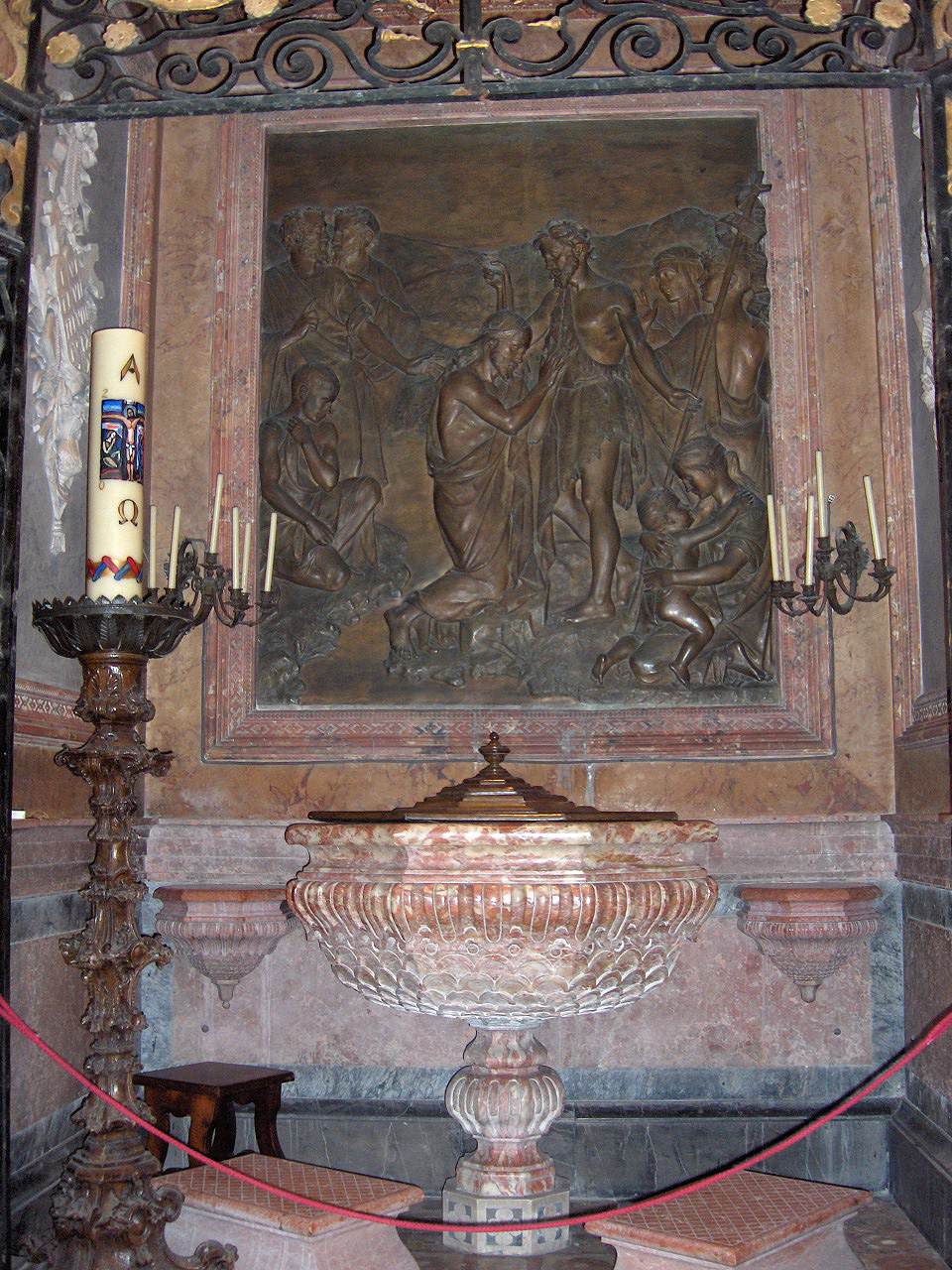
Altorilievo in bronzo nella cappella battesimale della cattedrale di Porto, opera di Teixeira Lopes.

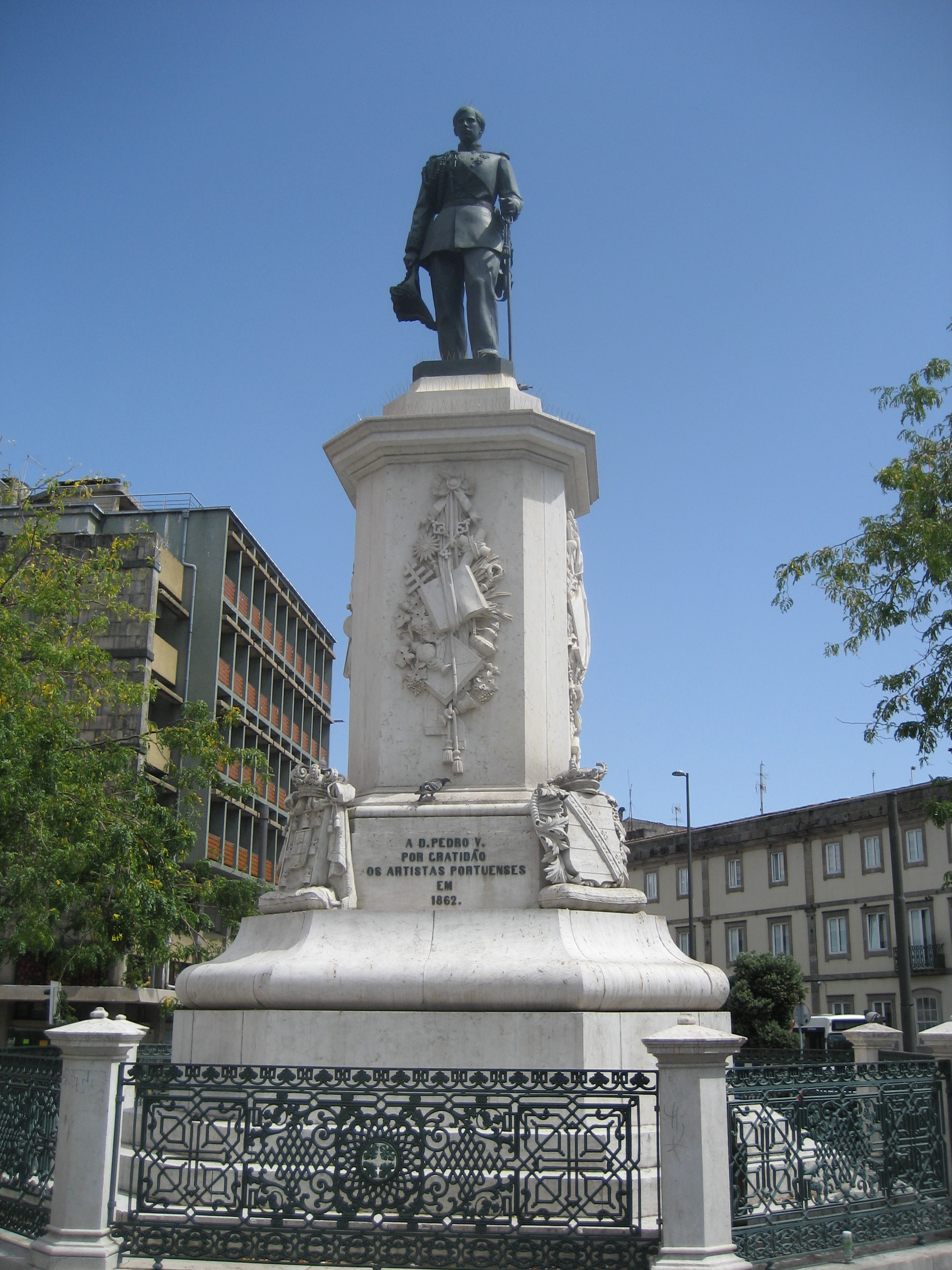
Monumento a Pietro V, Largo da Batalha, Porto.

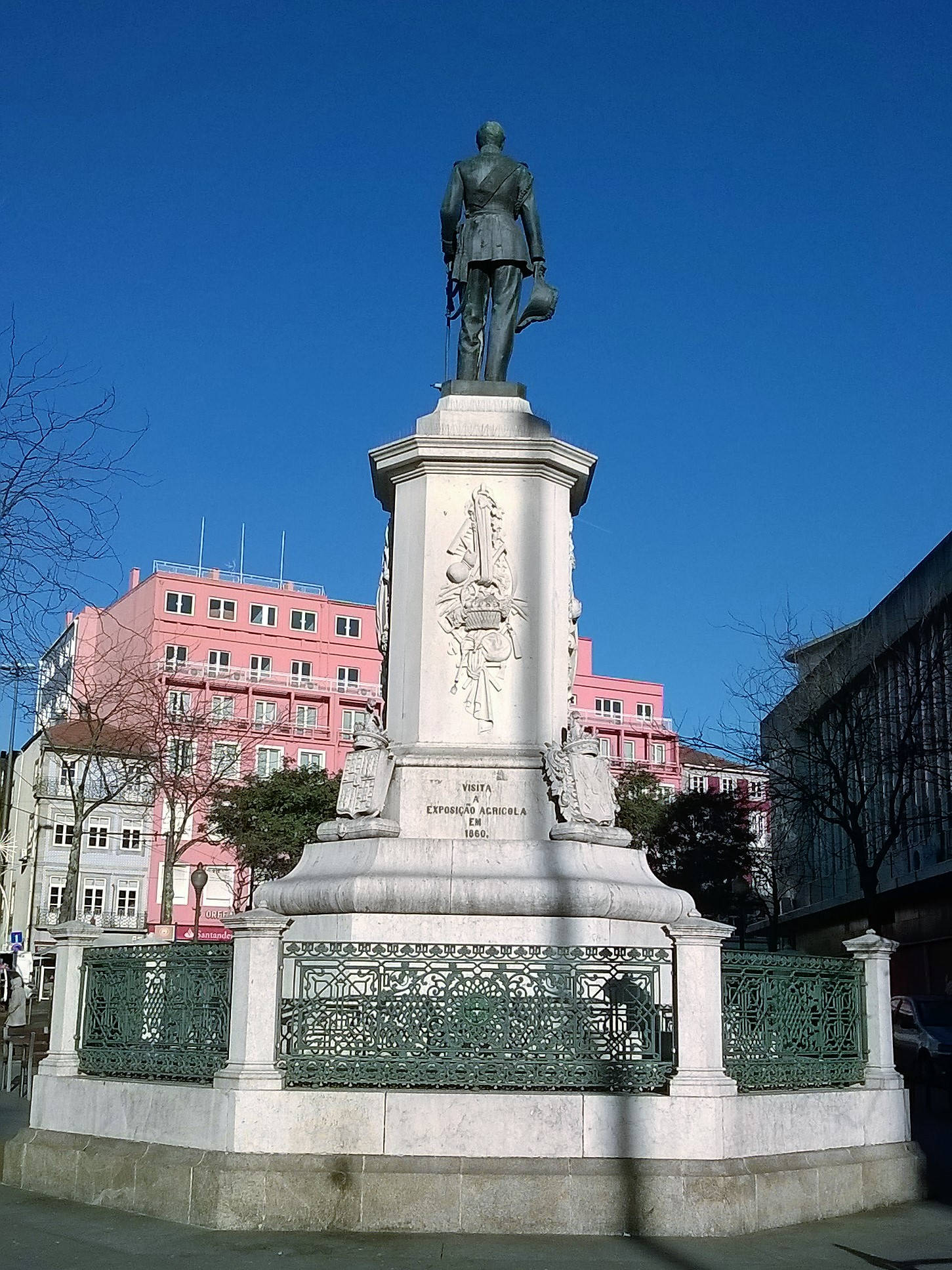
Monumento a Pietro V, Largo da Batalha, Porto, veduta posteriore.

José Joaquim Teixeira Lopes noto anche come Teixeira Lopes padre (São Mamede de Ribatua, 24 febbraio 1837 – Vila Nova de Gaia, 16 marzo 1918) è stato uno scultore e ceramista portoghese. Fu padre di António Teixeira Lopes, scultore, e di José Teixeira Lopes, architetto.

## Biografia
Studiò alla Escola Industrial do Porto. Successivamente trascorse un breve periodo di tempo a Parigi e, al suo ritorno, si dedicò intensamente alla ceramica. Nella Fábrica de Cerâmica das Devesas, della quale fu cofondatore, socio e artista principale, stabilì un corso di disegno e modellazione, da cui in seguito ebbe origine la Escola Industrial Passos Manuel, di Vila Nova de Gaia.
Fra le sue opere, spiccano la statua di Manuel da Silva Passos a Matosinhos; la statua di Pietro V, nella Praça da Batalha di Porto (1862) - il primo monumento pubblico di questo tipo in città; il rilievo del Battesimo de Cristo nel battistero della cattedrale di Porto; le cosiddette Alminhas da Ponte - un rilievo in bronzo a Ribeira che ricorda il disastro del Ponte das Barcas, occorso nel 1809; diverse statue allegoriche. José Joaquim Teixeira Lopes fu anche pittore di azulejos.
Considerato il gran numero di artisti che furono suoi allievi o collaboratori, Teixeira Lopes padre fu una delle figure più influenti dell'arte portoghese del periodo romantico.